# Země krále Edvarda VII.

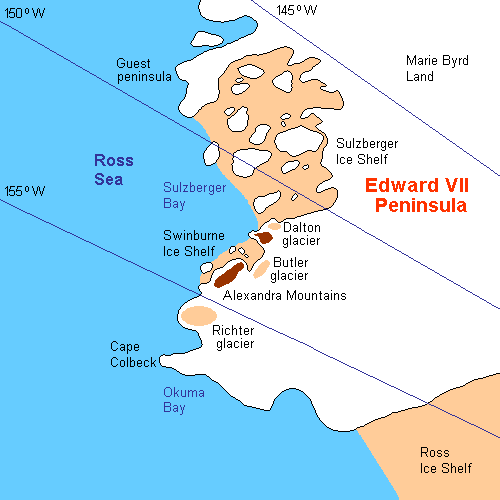
Mapka Země krále Edvarda VII

Země krále Edvarda VII. (anglicky King Edward VII Land či také Edward VII Peninsula) je území na pobřeží Rossova moře v Antarktidě poblíž jižního pólu Země.

## Umístění v Antarktidě
Země, též nazývaná poloostrovem Edwarda VII., sousedí s Rossovou dependencí (nárokovanou Novým Zélandem) z jedné strany a Britským antarktickým územím na straně druhé. Přilehlý mořský záliv Tichého oceánu se nazývá Rossovým mořem.

## Historie
Pevninu na této straně jižního kontinentu Země objevil Robert Falcon Scott v roce 1902, přilehlá území byla objevena dříve sirem Jamesem Clarkem Rossem. Jako kontinent byla Antarktida objevena daleko dříve.
Když výzkumník Ernest Shackleton vyplul na svou polární výpravu s lodí Nimrod v roce 1908, vezl na své lodi i 24 000 poštovních známek a 2000 dopisů. Byly to jednopennyové známky Nového Zélandu opatřené roku 1907 přetiskem KING EDWARD VII. LAND. Svého cíle známky a výzkumníci nedosáhli, tehdy jim v tom zabránilo nepříznivé počasí.